# Манджутакин
Манджутаки́н (араб. منجوتكين‎; X век — 1007, Каир, Фатимидский халифат) — фатимидский государственный и военный деятель тюркского происхождения.

## Биография
Манджутакин был одним из тюркских гулямов, которых фатимидский халиф аль-Азиз Биллах принял к себе на службу во второй половине X века.
В 991 году, после смерти своего давнего визиря Якуба ибн Киллиса, халиф аль-Азиз решил провести более агрессивную политику в непокорной Сирии и назначил Манджутакина эмиром Дамаска. Затем халиф поручил ему возглавить кампанию против Алеппо, тогда находившегося под властью Хамданидов, которые, в свою очередь, были вассалами Византийской империи. Кампания началась в июне 992 года. По пути Манджутакин разбил византийские силы под командованием дукса Антиохии Михаила Вурцы, а затем приступил к осаде Алеппо. Однако гарнизон города успешно сопротивлялся, в то время как у армии Манджутакина заканчивались припасы, и поэтому спустя 13 месяцев осады он был вынужден вернуться в Дамаск. В июне 994 года Манджутакин начал новое вторжение, вновь разбил Вурцу по пути в сентябре, взял Хомс, Апамею и Шейзар и вновь осадил Алеппо. На этот раз осада была гораздо более эффективной и вскоре вызвала острую нехватку продовольствия у защитников города, но те держались под решительным руководством Лулу аль-Кабира, фактического правителя Алеппо. Хамданиды отправили письма с просьбой о срочной помощи византийскому императору Василию II, который в это время вёл кампанию в Болгарии. Император немедленно отправился в Алеппо во главе 3000 всадников и пересёк всю Малую Азию всего за 16 или 17 дней. Известие об этом вызвало панику среди фатимидских солдат; ситуацию усугубляло и то, что ранее Манджутакин, не ожидавший никакой угрозы, приказал разогнать лошадей по всему городу для выпаса. Из-за слухов об огромной численности византийской армии (хотя в действительности численное преимущество было у Фатимидов), Манджутакин решил не рисковать вступить в бой и в апреле 995 года отступил в Дамаск, сжёгши свой лагерь. После его ухода византийцы осадили Триполи, но, хотя они потерпели неудачу, им удалось занять Тартус. После этого халиф аль-Азиз решил сам выступить против византийцев, но внезапно скончался в 996 году.
Аль-Азизу наследовал его 11-летний сын Абу Али аль-Мансур, коронованный как аль-Хаким Биамриллах. Из-за его малолетнего возраста фактическая власть в халифате пока что принадлежала не ему, а его наставнику Барджавану. Этим сразу же воспользовались берберы племени кутама, некогда доверенные лица и опора Фатимидов, но потерявшие своё положение в пользу тюркских гулямов. Они отказались признать нового халифа, пока их вождь аль-Хасан ибн Аммар не будет назначен визирем. Их требование было выполнено, однако откровенно проберберский режим Ибн Аммара вызвал недовольство среди других членов элиты, включая тюрков во главе с Манджутакином. При тайном поощрении Барджавана Манджутакин повёл свою армию из Сирии на юг в сторону Египта. В свою очередь, берберы также выступили ему навстречу под командованием Сулеймана ибн Джафара, и две армии встретились у города Аскалон в 997 году. Последовавшая битва закончилась сокрушительным поражением Манджутакина, который был взят в плен и отправлен в Египет к Ибн Аммару. Затем Сулейман двинулся на Дамаск, где сменил Манджутакина на посту эмира. Между тем, сам Манджутакин был хорошо принят Ибн Аммаром, который таким образом надеялся примирить тюрков со своим режимом и использовать их в своих интересах. Ему было разрешено прожить свои годы в отставке в Каире, где он и умер в 1007 году.